# Chirografaire schuldeiser
Een chirografaire of gewone schuldeiser is in het Belgisch recht een schuldeiser die in geval van samenloop van schuldeisers (bv. bij faillissement of beslag) geen reden van voorrang kan inroepen. Deze schuldeiser is dus niet bevoorrecht en zijn schuldvordering is niet uitgerust met een zakelijk zekerheidsrecht. In geval van samenloop van schuldeisers is de chirografaire schuldeiser onderworpen aan de pondspondsgewijze verdeling van (het overblijvende gedeelte van) het vermogen van zijn schuldenaar, ongeacht het tijdstip waarop zijn schuldvordering is ontstaan.  
In artikel XX.184 van het Wetboek van Economisch Recht wordt gesproken over de gewone schuldeisers. De Franse tekst van dat artikel noemt de gewone schuldeisers de créanciers chirographaires.
De term chirografaire schuldeiser is in het Nederlandstalig juridisch taalgebruik dus geen wettelijke term. Het is vergelijkbaar met wat in Nederland een 'concurrent schuldeiser' wordt genoemd.